# 2017年伊斯坦布尔夜总会袭击
2017年1月1日约1:30（UTC+3），在伊斯坦布尔贝西克塔什奥塔科伊的雷纳夜总会发生的大规模枪击事件，致至少39人死亡，69人在袭击中受伤。 当时有数百人在此地庆祝新年。

## 背景
因近几个月以来，接连发生的数起由伊斯兰国和库尔德武装发动的恐怖袭击对土耳其造成了严重影响，本次事件发生当天伊斯坦布尔全城处于高度戒备状态，有17000名警察在执勤。
2016年12月17日在土耳其中部城市凯塞里，汽车炸弹导致14名军人牺牲，数十人受伤，其中大多是军人。

## 袭击
据报导，一个身着圣诞老人服饰的枪手，在凌晨1:15左右向夜总会里开火。他携带AK-47，在杀死门口的一个警察和旁观者后进入夜总会。据悉枪手本人讲阿拉伯语，他本人仍然在逃。 政府部门早些时候称一个枪手在进入夜总会后不久被警察击毙，与此同时，一些袭击目击者向土耳其媒体透露本次袭击不止有一个袭击者参与。土耳其政府部门因为安全和公共秩序方面的疑虑，已经下达了对于此事的临时媒体管制命令。
在袭击发生的那刻，大约有700人正在夜总会里庆祝新年。其中，至少39人死亡（包括15名外国人）以及至少69人受伤。警方已经在夜总会周围设置了警戒线。有一些人跳入了伊斯坦布尔海峡以躲避袭击。
伊斯坦布尔省省长 Vasip Sahin 表示这是一起恐怖袭击事件。据报导，从袭击发生的时间和袭击对象考虑，安保部门暗示伊斯兰国参与了这起恐怖袭击。
| 國籍           | 死亡 | 受傷 | 參考資料             |
| -------------- | ---- | ---- | -------------------- |
| 土耳其         | 不明 |      |                      |
| 沙烏地阿拉伯   | 7    | 9    | [ 19 ]               |
| 伊拉克         | 4    |      | [ 15 ]               |
| 黎巴嫩         | 3    | 7    | [ 20 ]               |
| 约旦           | 2    | 4    | [ 21 ]               |
| 摩洛哥         | 2    | 4    | [ 22 ] [ 21 ]        |
| 印度           | 2    |      | [ 23 ] [ 21 ]        |
| 科威特         | 1    | 5    | [ 19 ] [ 24 ] [ 21 ] |
| 德国– 土耳其   | 1    |      | [ 25 ]               |
| 利比亞         | 1    | 3    | [ 26 ]               |
| 以色列         | 1    | 1    | [ 27 ] [ 28 ] [ 29 ] |
| 比利时– 土耳其 | 1    |      | [ 30 ]               |
| 突尼西亞       | 1    |      | [ 31 ]               |
| 突尼西亞– 法國 | 1    |      | [ 32 ]               |
| 加拿大         | 1    |      | [ 33 ] [ 21 ]        |
| 叙利亚         | 1    |      | [ 15 ] [ 21 ]        |
| 俄羅斯         | 1    |      | [ 34 ] [ 21 ]        |
| 法國           |      | 3    | [ 35 ]               |
| 德国           |      | 3    | [ 25 ]               |
|                |      | 2    | [ 36 ]               |
| 保加利亚       |      | 1    | [ 37 ]               |
| 美国           |      | 1    | [ 38 ]               |
| 不明           | 9    | 27   |                      |
| 总数           | 39   | 70   | [ 39 ]               |

## 破案
1月5日土耳其副总理维伊斯·卡伊纳克表示，凶手可能是维吾尔人。恐怖分子是一个经特殊训练培训的密室成员。可能是两名恐怖分子实施的。但真正的行动杀手是一人，是靠一支武器发射的子弹实行的屠杀。
伊兹密尔市发起特种警察支持下在波尔诺瓦和布扎区夜间发动的清剿行动中，被指控为达伊沙成员的达吉斯坦，维吾尔和叙利亚人在内的20人被拘留。其中11名为妇女。在嫌疑人的住宅中缴获狙击手夜视望远镜，弹带，背包，全球定位系统和其他某些军用物资。嫌疑人与发动奥塔科伊袭击的犯罪嫌疑人曾一道在同一住宅里。伊兹密尔拜拉克县法院大楼的法官和检察官入口处附近发生爆炸，导致2死至少6伤。爆炸发生后传出了枪声。警方在冲突中击毙了2名恐怖分子；搜捕另外一名恐怖分子。警方在地区开始了大规模的搜捕行动。
凶手作案前后住在伊斯坦布尔橄榄角。凶手家属居住的城市孔亚（科尼亚）房间无人。警察在第三大城市伊兹密尔将与凶手家属联系的3个柯尔克孜族和维吾尔族家庭共27人予以拘留，其中20人是孩子。袭击发生后凶手乘坐出租车逃离，因兜里没钱而要求去维吾尔餐厅借了钱。司机向警察告发，警察拘留了餐厅里的维吾尔员工以及在这一区域上与凶手来往的中亚民族（含维吾尔族）数十人。维吾尔餐厅老板向土耳其各大电视台发表声明予以驳斥与凶手有联系的说法。
7日夜间报道，伊斯坦布尔警方向媒体透露，袭击者是阿卜杜勒·卡迪尔·马沙里波夫（Abdulkadir Masharipov），乌兹别克人。凶手精通乌兹别克语，俄罗斯语，同时也会阿拉伯语和土耳其语。他携带1岁半的女儿和4岁的儿子在2016年初来到了土耳其中部城市科尼亚。12月底在伊斯坦布尔一地区（basakasehir）租借了一套公寓。12月31日夜晚告别了妻子而离去。屠杀之后返回到了把妻子和孩子带到的zeytinburnu区的家中。抱走了4岁的儿子消失。伊斯坦布尔警察将凶手的妻子逮捕，1岁半的女儿则由国家保护和照顾。
为调查雷纳夜总会遭袭事件，被拘留的嫌疑犯人数升至35人。两名中国籍公民因涉嫌参与被逮捕，分别是奥玛尔·阿西姆(Omar Asim)和阿卜列兹·阿卜杜哈米提(Abuliezi Abuduhamiti)，他们被指控是一个恐怖主义组织的成员，参与39次一级谋杀。
土耳其副总理卡易纳克（VEYSI KAYNAK）向世界维吾尔代表大会副主席图姆图尔克发出了信函表示“暗杀俄罗斯驻安卡拉大使卡尔洛夫的阿勒屯塔西是土耳其人，这8000万土耳其人无关。同样，手沾鲜血的凶手不管是维吾尔人或者是乌兹别克人，也与数百万维吾尔或者乌兹别克同胞没有任何关系。我当时在现场直播时作为一名政府官员分享了那一时刻手中存在的信息。使用“可能”一词强调了在这一问题上还没有明确的结果。指责维吾尔同胞，像任何一名政府官员一样我也从未想过。”
1月15日凶手在艾森尤尔特地区第911号大街的一栋公寓（恐怖组织达伊沙的密室）被伊斯坦布尔警察突击行动抓获。还有一名伊拉克男子和3名女子分别是埃及人，塞内加尔人和索马里人被拘留。这些人在健康检查后被押送到位于祖国大街上的伊斯坦布尔公安局。在伊斯坦布尔的5个县城发动的行动中许多人被拘留。